# Монкада и Решак
Монкада и Решак (шп. Moncada y Reixach) град је у Шпанији у аутономној заједници Каталонија у покрајини Барселона. Према процени из 2017. у граду је живело 34 802 становника.

## Становништво
Према процени, у граду је 2017. живело 34 802 становника.
| 2017.  |
| ------ |
| 34.802 |